# Port lotniczy Raiatea
Port lotniczy Raiatea, także Port lotniczy Uturoa – port lotniczy położony w miejscowości Uturoa, na wyspie Raiatea, należącej do archipelagu Wysp Towarzystwa (Polinezja Francuska).

## Linie lotnicze i połączenia
| Linia Lotnicza | Kierunek                                                     |
| -------------- | ------------------------------------------------------------ |
| Air Moana      | 1. Papeete                                                   |
| Air Tahiti     | 1. Bora Bora 2. Huahine-Fare 3. Maupiti 4. Moorea 5. Papeete |